# Matěj Pulkrab
Matěj Pulkrab (geboren am 23. Mai 1997 in Prag) ist ein tschechischer Fußballspieler. Der Stürmer stand in der Saison 2022/23 beim Zweitligisten SV Sandhausen unter Vertrag. Seit 2023 spielt Pulkrab für den FK Mladá Boleslav.

## Karriere

### Verein
Pulkrab begann in Dobřichovice mit dem Fußballspielen und schloss sich später dem FK Lety aus Lety u Dobřichovic an. Im Alter von 10 Jahren wechselte er zu Sparta Prag, nachdem der Verein bei einem Freundschaftsspiel gegen Lety auf Pulkrab aufmerksam geworden war. Bei Sparta durchlief er alle Jugendmannschaften, bevor er im Winter 2015/16 zur Profimannschaft von Sparta stieß.
Anschließend spielte er sieben Jahre lang in der ersten tschechischen Liga für Sparta Prag sowie zwischenzeitlich leihweise für Slovan Liberec und Bohemians Prag 1905. Insgesamt bestritt Pulkrab 108 Spiele im tschechischen Oberhaus, in denen er 38 Tore erzielte. Für Sparta Prag kam er auch in der Europa League zum Einsatz. Im Sommer 2022 nahm der deutsche Zweitligist SV Sandhausen Pulkrab unter Vertrag. In 16 Ligaspielen und einem Pokalspiel blieb er ohne Torerfolg. Im Juni 2023 unterschrieb Pulkrab einen Zweijahresvertrag beim tschechischen Erstligisten FK Mladá Boleslav.

### Nationalmannschaft
Pulkrab spielte in allen tschechischen Nationalteams von der U16 bis zur U21.